# Marumba albicans
Marumba albicans är en fjärilsart som beskrevs av Butler 1875. Marumba albicans ingår i släktet Marumba och familjen svärmare. Inga underarter finns listade i Catalogue of Life.